# Brachymenium exiloides
Brachymenium exiloides är en bladmossart som beskrevs av Bardunov och Czerdantseva 1982. Brachymenium exiloides ingår i släktet Brachymenium och familjen Bryaceae. Inga underarter finns listade i Catalogue of Life.